# Miloš Ćulafić
Miloš Ćulafić (ur. 13 sierpnia 1986 w Splicie) – czarnogórski siatkarz, reprezentant Czarnogóry, grający na pozycji przyjmującego lub atakującego.

## Sukcesy klubowe
Liga serbsko-czarnogórska:
- 2006

Puchar Czarnogóry:
- 2007, 2008, 2010

Liga czarnogórska:
- 2007, 2008, 2009, 2010, 2025[1]

Liga francuska:
- 2012

Puchar Master:
- 2015

Liga szwajcarska:
- 2019

Liga emiracka:
- 2021

Liga saudyjska:
- 2022

Superpuchar Czarnogóry:
- 2024[2]

## Sukcesy reprezentacyjne
Liga Europejska:
- 2014

## Nagrody indywidualne
- 2014: MVP Ligi Europejskiej